# Thomas Stevens
Thomas (Tom) Stevens, född 24 december 1854 i Berkhamsted i Storbritannien, död 24 januari 1935 i London, var en brittisk journalist, som den förste som gjorde en cykeltur jorden runt. Han cyklade på en höghjuling och turen varade mellan april 1884 och december 1886. Senare sökte han efter Henry Morton Stanley i Afrika, undersökte påstådda mirakler av indiska asketer och blev direktör för Garrick Theatre i London.

## Uppväxt

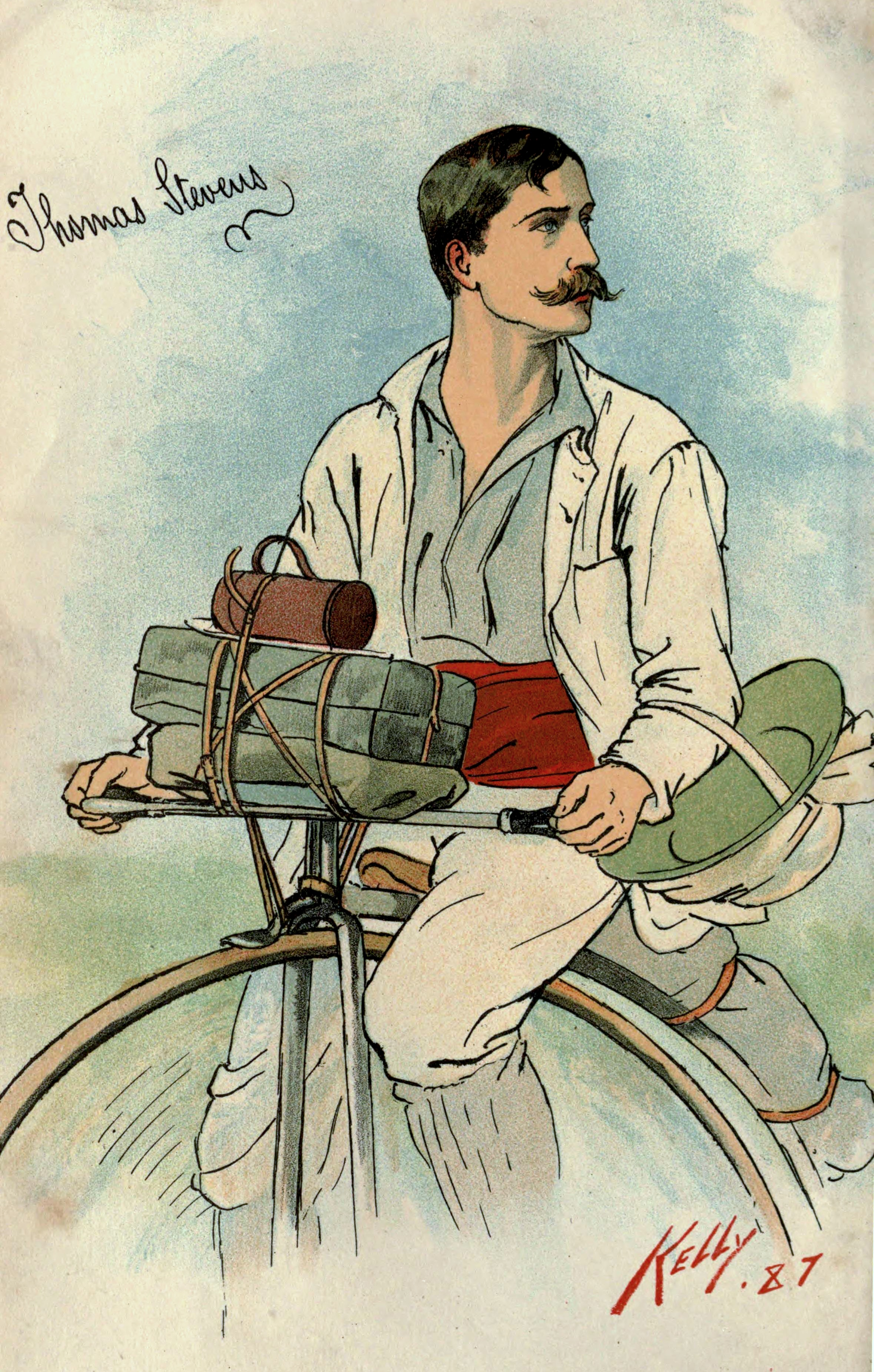
Teckning av Stevens på höghjuling

Tom Stevens var son till William and Ann Stevens och växte upp med två systrar i en arbetarfamilj i Berkhamsted. Efter skolan blev han lärling hos en specerihandlare. Hans far emigrerade till Missouri i USA 1868, men återvände efter det att mamman blivit sjuk och innan resten av familjen hade hunnit resa ut. Tom Stevens åkte 1871 över tillsammans med en halvbror, men utan föräldrar och systrar, och resten av familjen följde efter två år senare. De slog sig först ned i Denver och senare i San Francisco, där han lärde sig att cykla på höghjuling.

## Jordenruntfärd

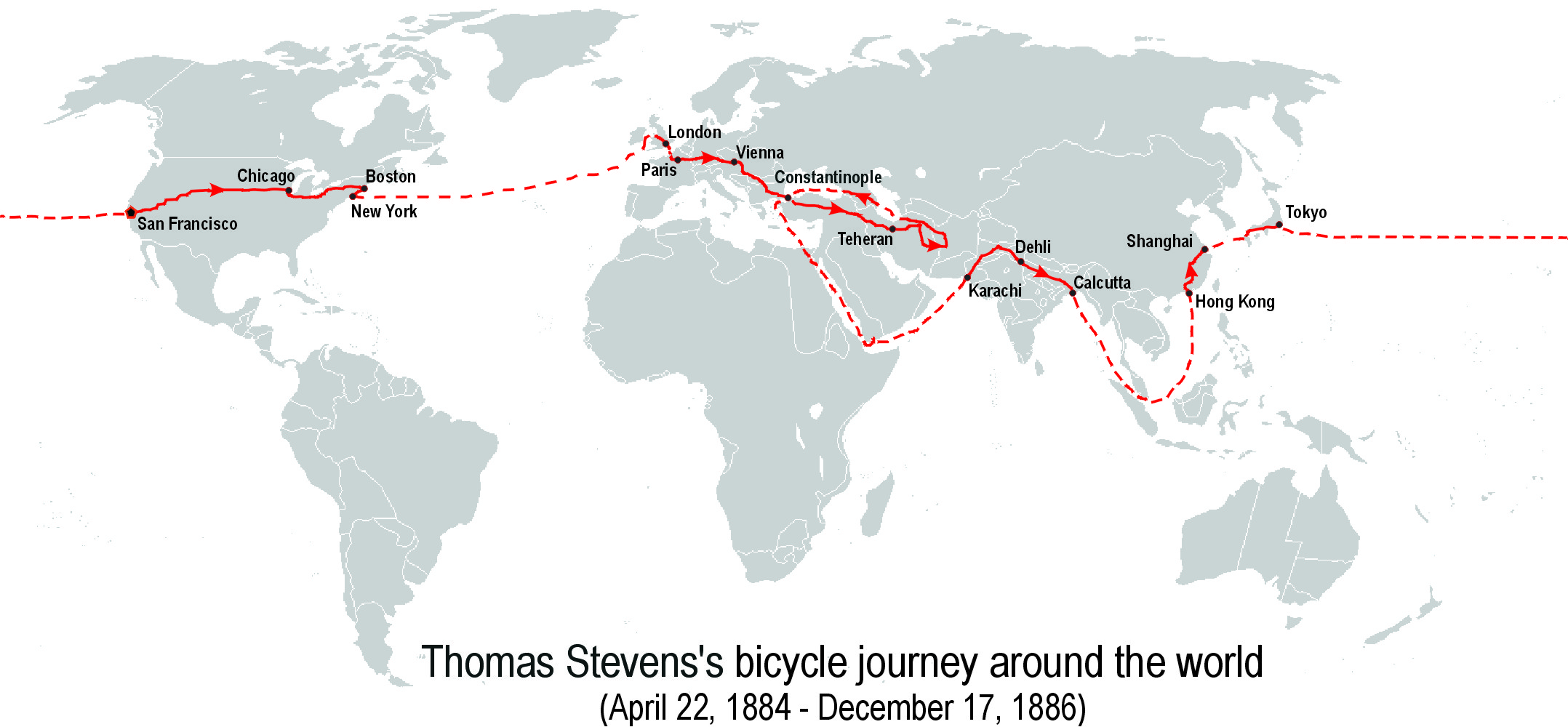
Stevens färdväg runt jorden

### USA
År 1884 köpte han en svartlackerad höghjuling av märket Columbia med ett 50-tumshjul, tillverkad av Pope Manufacturing Company i Chicago. Han packade en mjuk styrstångsväska med sockor, en extraskjorta, en regnrock som också fick tjänstgöra som tält och sovtäcke samt en liten revolver, och avreste på cykel från San Francisco klockan 8 på morgonen den 22 april 1884. Via Sacramento cyklade han över bergskedjan Sierra Nevada till Nevada, Utah och Wyoming. Undervägs mottogs han av medlemmar i lokala cykelföreningar. Han kom till Boston på vagnspår, järnvägar kanalstigar och allmänna vägar för att där slutföra den första transkontinentala cykelfärden i USA den 4 augusti 1884.

### Europa
Stevens tillbringade vintern i New York. Cykeltidskriften Outing utsåg honom till specialkorrespondent och satte honom på ångbåten City of Chicago till Liverpool, dit han anlände den 9 april 1885.
Den 5 maj avreste han från kyrkan i Edge Hill i Liverpool, där många hundra personer åsåg hans avfärd. Han cyklade iförd en vit militär hjälm genom England, passerade sin födelseort Berkhamsted och tog färjan från Newhaven till Dieppe i Frankrike, och fortsatte genom Tyskland, Österrike, Ungern, Slavonien i Kroatien, Serbien, Bulgarien och Rumelien i Osmanska riket till Konstantinopel. Där anskaffade han reservekrar, däckslangar och andra reservdelar och en bättre pistol, inväntade rapporter om att banditverksamheten skulle lägga sig och sedan cyklade han iväg genom Anatolien, Armenien, Kurdistan, Irak och Iran, där han väntade ut vintern i Teheran som gäst hos shah Nassredin.

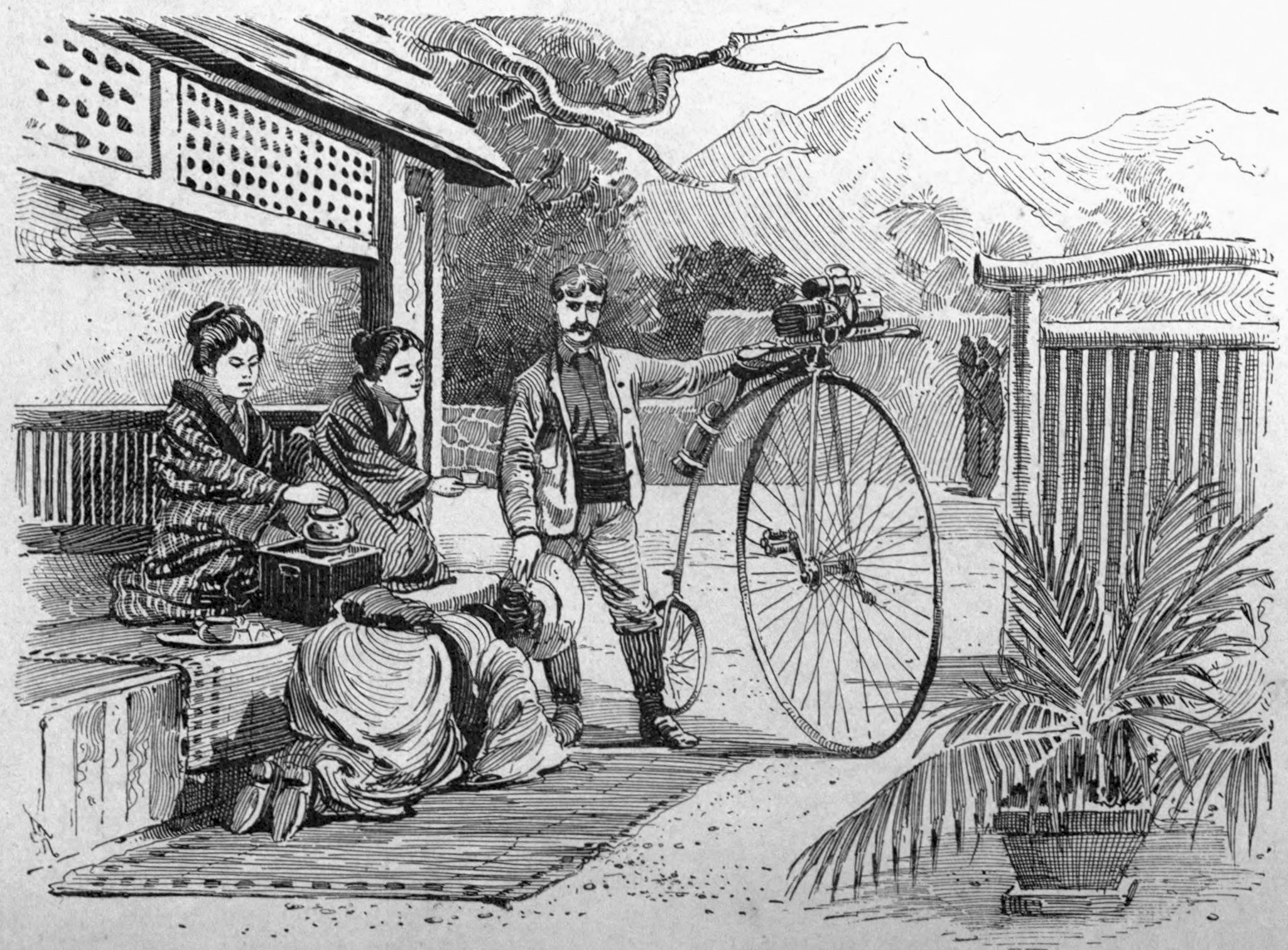
Teckning föreställande Thomas Stevens i Japan, från hans reseskildring

Han tog en rysk ångare över Kaspiska havet till Baku, tåg till Batumi och en ångbåt till Konstantinopel och därifrån en annan till Indien. Han cyklade tvärs över Indien, varvid han noterade att vädret hela tiden var hett och att Grand Trunk Road medgav god cykling och var banditfri.  
En ångbåt tog honom från Kalkutta till Hongkong och södra Kina. Han cyklade med stora svårigheter att finna vägen genom östra Kina. Därifrån tog han en ångbåt till Japan. Själva cykelfärden runt jorden avslutades i Yokohama den 17 december 1886. Han återkom till San Francisco i januari 1887.
Stevens skrev en bok om resan i två volymer: Around the World on a Bicycle
The Pope Company bevarade Stevens höghjuling fram till andra världskriget, då den skänktes till en insamling av skrot för att ge råmaterial för att framställa krigsmaterial.

## Efterforskningar efter Stanley
New York World ombad Thomas Stevens 1888 att medverka i en expedition till Östafrika för att leta efter Henry Morton Stanley. Denne hade rest till Kongostaten och uppför Kongofloden, men inte hört av sig på ett och halvt år. Stevens lämnade New York i januari 1889 med uppgift att börja sökandet i Zanzibar. 
Stevens ledde en expedition under sex månader, under vilken tid han skrev för tidningen om klättrande på Mount Kilimanjaro och storviltsjakt. Han hittade Stanleys läger i konkurrens med den konkurrerande New York Herald och skrev boken Sökandet efter Stanley i Östafrika. Därefter rapporterade Stevens från Ryssland, seglade på floder i Europa och undersökte påstådda mirakler utförda  av indiska asketer.

## Återvändo till England
Stevens återvände till England omkring 1895 och gifte sig med Frances Barnes. Han blev chef för Garrick Theatre i London.